# Start Nidzica
Start Nidzica (MKS Start Nidzica) – polski klub sportowy, założony 20 lutego 1964 roku z siedzibą w Nidzicy.

## Historia
Krótka historia klubu: 
- 20 lutego 1964 – powstało Koło Sportowe "Start". Założycielami byli: Bolesław Cukrowski, Edmund Nogajewski, Henryk Kuczkowski, Longin Dąbrowski, Szymon Bartosiak, Roman Przybysz, Kazimierz Rożek.
- 1 lutego 1965 – zmiana formy działalności na Spółdzielczy Klub Sportowy Start. Do zarządu powołani zostali: Bolesław Cukrowski (prezes), Edmund Nogajewski (wiceprezes), Ryszard Kaszewski (wiceprezes), Longin Dąbrowski (sekretarz), Henryk Szpandowski (skarbnik), Kazimierz Rożek, Szymon Bartosiak.
- 1969 – funkcjonują sekcje: piłka nożna, koszykówka mężczyzn, szachy
- 1977 – założenie sekcji biegów na orientację
- 1978 – założenie sekcji tenisa stołowego i brydża sportowego
- 1983 – zmiana nazwy na Międzyzakładowy Klub Sportowy Start
- 1992 – połączenie Międzyzakładowego Klubu Sportowego Start i Międzyszkolnego Klubu Sportowego, przyjęcie nazwy Miejski Klub Sportowy Start
- 1992 – funkcjonują sekcje: piłka nożna, tenis stołowy kobiet, koszykówka kobiet, brydż sportowy
- 1993 – przyłączenie Ludowego Klubu Sportowego ŁYNA, nadanie nowej nazwy klubu "Nida"
- 1994 – przywrócenie nazwy Miejski Klub Sportowy "Start"

## Sekcje
- piłka nożna